# Ö1
Ö1 (abréviation de « Radio Österreich 1 ») est une radio généraliste autrichienne faisant partie du groupe public Österreichischer Rundfunk.
Son programme est constitué d'émissions culturelles et éducatives définies selon la mission de service public, et ne diffuse aucune publicité. Elles sont réalisées à la Funkhaus Wien (de). Ö1 diffuse des informations en allemand, en anglais et en français. La langue française est à l’honneur du lundi au vendredi à la fin du journal de la mi-journée, précisément à 12:54.

## Histoire

Ancien logo.

Ö1 est créée en 1967 sous la direction de Gerd Bacher (de) en même temps que Ö2 et Ö3. Son public serait les gens aimant la culture et la musique, comme il est écrit dans la charte fondatrice. Les émissions principales sont dans les premières années les émissions d'information détaillées, le journal de la mi-journée diffusé quotidiennement beaucoup plus large que celui de Ö3. En 1968, vient le journal du matin qui couvre le Printemps de Prague. Le reste du programme consiste principalement en de la musique classique, des entretiens et du théâtre radiophonique sur la littérature classique et d'autres émissions scolaires.
Dans les années 1970, les programmes deviennent plus modernes. Ainsi, en 1972, l'émission de Richard Goll et Alfred Treiber (de), Prater, reprend le langage grossier des gens de Vienne. Durant les années 1980, du personnel de Ö3 arrive à Ö1 et modernise la musique. En 1984, l'émission Diagonal souhaite donner une autre image que celle de "la radio pour les veuves bourgeoises". Les émissions scolaires deviennent des émissions parlant de la jeunesse. Une nouvelle vague d'émissions modernes ayant pour thème les voyages ou la vie quotidienne, arrive le 30 novembre 1987. À la fin de cette décennie, la radio diffuse le soir des émissions de spectacle comique. Mais au début des années 1990, on prévoit un retour à la simple diffusion de musique classique, ce projet sera retiré en 1991.
En 1994, le musicien et compositeur de jazz Werner Pirchner (de) compose les génériques de toutes les émissions de la radio afin de donner une identité nouvelle, moins élitiste, avant l'arrivée des radios privées en 1998. Avec la totale modernisation de Ö3 en 1996, viennent des présentateurs de musique classique mais aussi contemporaine comme la pop, le rock et les créateurs actuels.
Lorsque le Parti populaire autrichien est au pouvoir entre 2000 et 2007, ses dirigeants critiquent l'information de Ö1, notamment le ministre des finances Karl-Heinz Grasser après son interview par Harald Waiglein en 2004. La nouvelle grille des programmes le 4 janvier 2010 conserve les mêmes sujets d'émissions qu'avant.

## Programmes
Le programme de Ö1 comprend de la musique de tous les genres, des journaux et des bulletins d'informations, des débats, des pièces radiophoniques, des spectacles... L'audience serait de 950 000 auditeurs, soit 9 % (5 % de parts de marché ; cette différence s'expliquerait par la plus grande écoute simplement de l'information).
Une grille des programmes légèrement différente est diffusée par Radio Österreich International (de) et, sur ondes courtes, par Ö1 International (de). Il existe aussi une webradio et toutes les émissions sont disponibles en podcast.
Ö1 exploite plusieurs établissements à vocation culturelle comme le KulturCafe et organise sa propre scène lors du festival Donauinselfest.
Dès informations en français, en anglais et en allemand sont diffusées tous les jours en semaine, à la fin du journal de la mi-journée. Les auditeurs peuvent ainsi comparer le traitement d’une même information internationale par trois locuteurs de langue différente et constater qu’elles sont les priorités des journalistes suivant leur culture d’origine, germanophone, francophone ou anglophone. Ce traitement de l’information est unique en Europe.

### Source
- (de) Cet article est partiellement ou en totalité issu de l’article de Wikipédia en allemand intitulé « Österreich 1 » (voir la liste des auteurs).